# Natri metaborat
Natri metaborat là một hợp chất hóa học vô cơ có công thức NaBO2. Hợp chất tồn tại dưới dạng tinh thể không màu, tan được trong nước.

## Điều chế
Natri metaborat được điều chế bởi sự kết hợp của natri cacbonat và borax. Một cách khác để tạo ra hợp chất này là do sự kết hợp của borax với natri hydroxide ở 700 °C.

## Ứng dụng
Natri metaborat được sử dụng trong sản xuất thủy tinh borosilicat. Nó cũng là một thành phần của chất diệt cỏ và chất chống đông.